# Associazione Sportiva Viareggio Calcio 1948-1949
Questa voce raccoglie le informazioni riguardanti l'Associazione Sportiva Viareggio Calcio nelle competizioni ufficiali della stagione 1948-1949.

## Stagione
Decima stagione di Serie C per la squadra bianconera. Nel girone C ci sono 21 collettivi. Ne retrocedono 3.
Il Viareggio si batte fino all'ultimo, ma non può evitare la retrocessione, la seconda consecutiva.
Così come nel 1936-37 e nel 1937-38, prima la discesa dalla B e poi dalla C. La società è orfana di Bertani Benetti, la forza economica. Il subentrante presidente da due stagioni Nello Sgorbini, nonostante l'impegno, non ha i mezzi. La buona notizia, che la squadra sarà iscritta al prossimo campionato di Lega Interregionale Centro. (IV Livello della piramide Calcistica).

## Rosa
| N. |                   | Ruolo | Calciatore             |
| -- | ----------------- | ----- | ---------------------- |
|    | Italia (bandiera) | P     | Alessandro Albertini   |
|    | Italia (bandiera) | A     | Carlo Beretta          |
|    | Italia (bandiera) | D     | Licio Bianucci         |
|    | Italia (bandiera) | D     | Giuliano Bonuccelli    |
|    | Italia (bandiera) | C     | William Cabiddu        |
|    | Italia (bandiera) | D     | Giuseppe Cellai        |
|    | Italia (bandiera) | A     | Franco Di Cocco        |
|    | Italia (bandiera) | D     | Ennio Fabbri           |
|    | Italia (bandiera) | P     | Giuseppe Franceschi    |
|    | Italia (bandiera) | C     | Gianfranco Francesconi |

| N. |                   | Ruolo | Calciatore           |
| -- | ----------------- | ----- | -------------------- |
|    | Italia (bandiera) | C     | Josè Paolinelli      |
|    | Italia (bandiera) | D     | Ivo Gabrielli        |
|    | Italia (bandiera) | D     | Alfio Gamboni        |
|    | Italia (bandiera) | C     | Aldo Giannotti       |
|    | Italia (bandiera) | A     | Silvano Grassi       |
|    | Italia (bandiera) | D     | Giuliano Morescalchi |
|    | Italia (bandiera) | D     | Gianfranco Ghiselli  |
|    | Italia (bandiera) | D     | Giancarlo Gianni     |
|    | Italia (bandiera) | C     | Giordano Redeghieri  |
|    | Italia (bandiera) | D     | Paolo Rovini         |
|    | Italia (bandiera) | A     | Emanuele Sodini      |
|    | Italia (bandiera) | A     | Limbergo Taccola     |
|    | Italia (bandiera) | D     | Armando Tofanelli    |
|    | Italia (bandiera) | P     | Marino Verona        |
|    | Italia (bandiera) | A     | Vinicio Viani        |